# پیتر سالیوان
پیتر سالیوان (انگلیسی: Peter Sullivan؛ زادهٔ ۲۶ ژوئیهٔ ۱۹۶۴) بازیگر سینما و بازیگر تئاتر اهل انگلستان است.
از فیلم‌ها یا برنامه‌های تلویزیونی که وی در آن نقش داشته‌است، می‌توان به شغال، بورجیاها، من نباید زنده باشم، توطئه، تفنگدارها، صورت یک فرشته، و پولدارک اشاره کرد.